# Ameryka (album Lawona Wolskiego)
Ameryka – szósty solowy album studyjny białoruskiego muzyka Lawona Wolskiego, wydany 15 kwietnia 2020 roku. Płyta została zapisana w Wilnie przy udziale norweskiego producenta Snorre Bergeruda. Album swoim brzmieniem i tekstami nawiązuje do muzyki z Dzikiego Zachodu oraz westernów. Do nagrania piosenek wykorzystano instrumenty używane w latach 60. XX wieku oraz efekty dźwiękowe imitujące stosowane w tamtym okresie.

## Lista utworów
| Nr  | Tytuł utworu               | Długość |
| --- | -------------------------- | ------- |
| 1.  | „Ameryka”                  | 2:23    |
| 2.  | „Dźmuchaŭcovaje vino”      | 2:13    |
| 3.  | „Don't Speak”              | 1:49    |
| 4.  | „Daloka”                   | 2:21    |
| 5.  | „Śmiech u zale”            | 2:23    |
| 6.  | „Kali pačniecca toj śnieh” | 2:00    |
| 7.  | „Niebiaśpiečnyja hulni”    | 2:40    |
| 8.  | „Jašče nia viečar”         | 2:40    |
| 9.  | „Ściana”                   | 2:32    |
| 10. | „Pałon”                    | 2:51    |
| 11. | „Rola hieroja”             | 3:51    |
|     |                            | 27:43   |

## Twórcy
- Lawon Wolski – wokal, autor muzyki i tekstów
- Snorre Bergerud – instrumenty, produkcja[3]